# الأشجار تموت واقفة (مسلسل)
الأشجار تموت واقفة. مسلسل كويتي، من إخراج عبد الرحمن الشايجي، وتأليف أليخاندرو كاسونا. شارك في المُسلسل عددًا من الفنانين، منهم: سعاد عبد الله، حياة الفهد، حسين نصير، نور الهدى صبري، أمين الحاج، ماجد سلطان، وغيرهم.

## وصلات خارجية
- مسلسل الأشجار تموت واقفة على قاعدة بيانات الأفلام العربية.